# Uniunea Monetară Latină

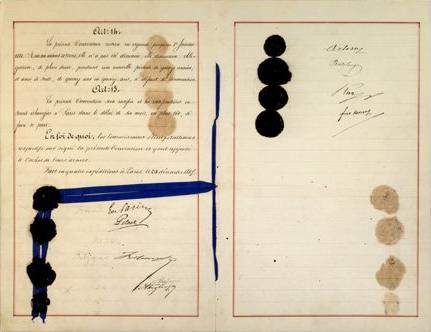
Tratatul Uniunii Monetare Latine (1865)

Întinderea Uniunii Monetare Latine (nuanțe de roșu) și state asociate și aliniate (alte culori) între 1866 și 1914.

Uniunea Monetară Latină (în franceză : Union monétaire latine, având sigla: UML) a fost creată în secolul al XIX-lea, în încercarea de a unifica mai multe valute europene într-o monedă unică, care ar fi putut circula în toate statele membre, într-un moment în care majoritatea monedelor naționale erau făcute încă din aur și argint. Ea a fost fondată în anul 1865 d.C. și desființată, de facto, la 1 ianuarie 1927.

## Istorie
În 1865, prin Convenția Monetară de la 23 decembrie 1865, s-a creat Uniunea Monetară Latină, care reunea cinci țări semnatare: Franța (1865), Belgia (1865), Italia (1865), Elveția (1865), Luxemburg (1865), fiind de acord să schimbe moneda națională la un standard de 4,5 grame de argint sau 0,290322 grame de aur (un raport de 15,5 la 1) și să le facă în mod liber interschimbabile. Obiectivul acestui Tratat era instituirea unei organizații monetare comune fondată pe regimul bimetalismului aur-argint.
Acordul a intrat în vigoare de la 1 august 1866. Țărilor fondatoare li s-au alăturat Grecia, apoi Spania, în 1868, iar în 1889 au aderat la Tratat: România, Austro-Ungaria, Bulgaria, Venezuela, Serbia, Muntenegru și San Marino.   
Din cauza fluctuațiilor aurului și argintului, precum și din cauza turbulențelor politice de la începutul secolului al XX-lea, Uniunea Monetară Latină și-a suspendat activitatea în anii 1920 și s-a dizolvat la 1 ianuarie 1927.

## Contextul convenției

### Sistemul francului germinal
Franța instituise un sistem monetar, numit al francului germinal, făcând referință la legile fondatoare din 18 germinal anul III (7 aprilie 1795 d.C.) și din 7 germinal anul XI (27 martie 1803), care instituiau:
- un sistem de monedă de cont zecimal (1 franc = 100 centime)
- un sistem de monedă bimetalist, în care aurul și argintul aveau curs legal:

|         | argint pur | aur pur       | ratio aur/argint |
| ------- | ---------- | ------------- | ---------------- |
| 1 franc | 4,5 grame  | 0,29025 grame | circa 15,5       |

Coexistența celor două etaloane monetare, aurul și argintul, a creat o sursă potențială de instabilitate. Sistemul francului germinal se sprijinea pe un pariu riscat de invarianță a prețului aurului și cel al argintului și presupunea că volumele și condițiile de producție ale celor două metale rămâneau stabile. O criză putea surveni astfel oricând.

### Mediul monetar internațional
Adoptarea parțială sau completă a sistemului francului germinal în exteriorul frontierelor franceze crease un embrion al Sistemului Monetar Internațional. Decimalizarea fusese adoptată de Statele Unite ale Americii încă din 1795. Napoleon I încercase să exporte, odată cu Revoluția, sistemul germinal în Europa. Deși mai întâi această tentativă a eșuat, sistemul a fost apoi adoptat, în mod liber, de Belgia în 1830, de Elveția și de Italia în 1860; Ducatul Parma și Regatul Piemontului și Sardiniei îl adoptaseră încă din 1815.
Descoperirile de aur din 1848 în California și din 1851 în Australia au provocat o scădere a prețului relativ al aurului, agravată de efectele Războiului de Secesiune, care a obligat Anglia să importe mai multe textile din India și să plătească soldurile debitorilor balanței sale de plăți în argint.

## Principiile Uniunii

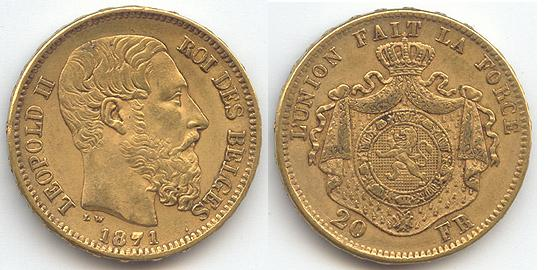
Belgia, 20 franci belgieni (1871)

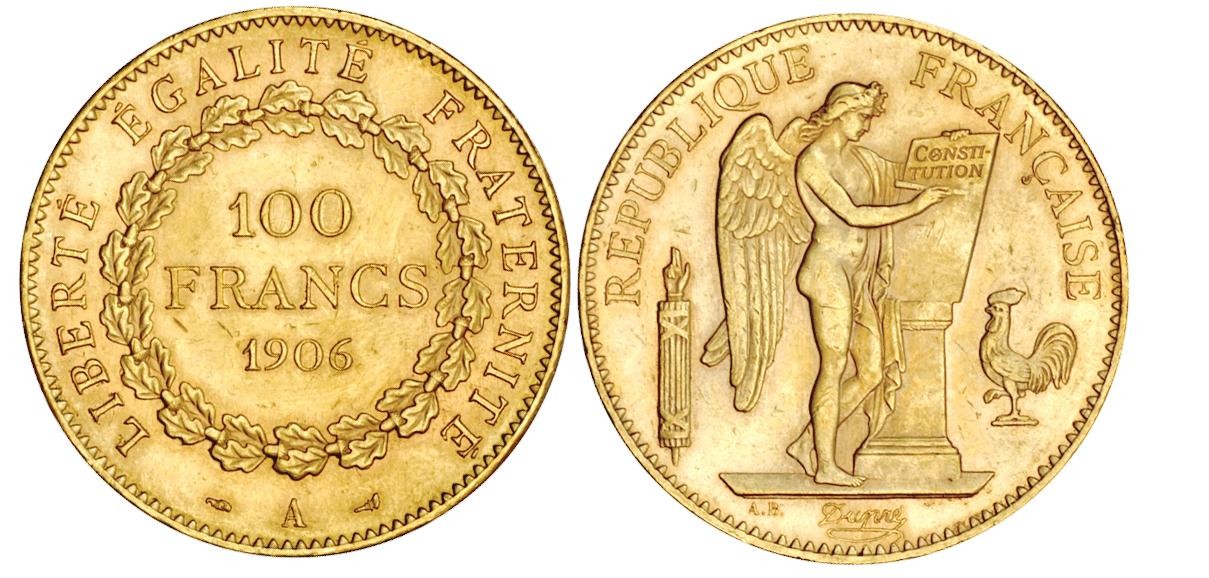
Franța, 100 franci francezi (1906)

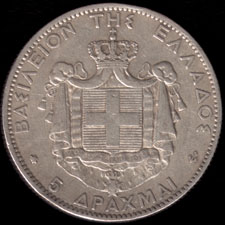
Grecia, 5 drahme (1874)

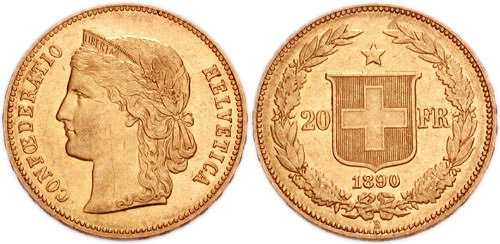
Elveția, 20 franci elvețieni (1890)

Prezidată de Félix Esquirou de Parieu, fervent partizan al unei uniuni monetare, « preludiu al federațiilor pașnice ale viitorului », Convenția de la Paris, cunoscută și sub denumirea de Uniunea Latină, a fost semnată la 23 decembrie 1865. 
| Metal  | Număr de unități de cont | Titlul în miimi | Masa în grame |
| ------ | ------------------------ | --------------- | ------------- |
| aur    | 100                      | 900             | 32,25         |
| aur    | 50                       | 900             | 16,13         |
| aur    | 20                       | 900             | 6,45          |
| aur    | 10                       | 900             | 3,23          |
| aur    | 5                        | 900             | 1,61          |
| argint | 5                        | 900             | 25            |
| argint | 2                        | 835             | 10            |
| argint | 1                        | 835             | 5             |
| argint | 0,5                      | 835             | 2,5           |
| argint | 0,20                     | 835             | 1             |

Ea avea ca principii:
- uniformizarea monetară: Fiecare stat semnatar trebuia să bată monedă conformându-se normelor definite de articolele 2 și 4 ale Convenției din 1865.
- plafonarea emisiunii de monede divizionare de 2, 1, ½ și 1/5 din unitatea de cont, la nivelul de 6 franci pe locuitor (articolul 9). De notat că plafoanele emisiunilor de monedă fiduciară nu erau reglementate de Convenție, rămânând o pură prerogativă a statelor. Același lucru și pentru monedele de bilon.
- menținerea unităților de cont naționale.
- bimetalism integral: baterea de monede din aur și din argint era liberă, iar puterea liberatoare era nelimitată. Orice particular putea aduce aur și argint la batere și trebuia să accepte ca plată, fără limitare, monedele de aur și de argint naționale (cu excepția monedelor divizionare de argint, având titlul de 835 ‰, a căror batere era rezervată statelor, iar puterea liberatoare limitată).
- intercirculația monedelor în interiorul Uniunii: monedele fiecărui stat au curs legal în Uniune (cu o plafonare pentru monedele divizionare de argint).

Tratatul era reînnoibil tacit, la fiecare 15 ani, începând din 1 ianuarie 1880, dacă nu era denunțat de o țară semnatară (articolul 4). Era deschis și altor state spre semnare (articolul 12), sub rezerva unanimității statelor membre ale Uniunii (potrivit Convențiilor din 1878 și din 1885).

### Un succes, dar incomplet
Succesul Uniunii Monetare Latine, măsurat prin numărul țărilor care au adoptat sistemul (32 în total), a pus bazele unui sistem monetar internațional. Trebuie notate două absențe de talie: Regatul Unit și Imperiul German. Totuși, eșecul congresului monetar internațional din 1867 cantona Uniunea în statutul de zonă monetară.
| Țări semnatare                           | Franța (1865), Belgia (1865), Italia (1865), Elveția (1865), Luxemburgul (1865), Grecia (1868)                              |
| Țări asociate (prin acorduri bilaterale) | Austro-Ungaria, Suedia, Rusia (Finlanda îi aparține), România, Spania, Vaticanul, San Marino, Liechtenstein-ul, Monaco-ul   |
| Țări aliniate (în mod unilateral)        | Serbia, Bulgaria, Venezuela, Peru-ul, Republica Dominicană, Haitiul, Indiile Occidentale Daneze, Argentina, Brazilia, Chile |
| Țări cu statut colonial                  | Tunisia, Comore, Congo-ul belgian, Porto Rico, Eritreea                                                                     |

### O Uniune evolutivă
Uniunea Monetară Latină a știut să-și adapteze principiile la problemele variațiilor schimburilor și cursurilor metalelor, dar cu prețul unei renegări a principiilor adoptate inițial. Convențiile succesive (1874, 1878, 1885, 1893, 1908) ale Uniunii Latine au orientat-o în două direcții îndepărtate de principiile fondatorilor Convenției din 1865.
Uniunea a evoluat cu rapiditate spre un monometalism de aur.

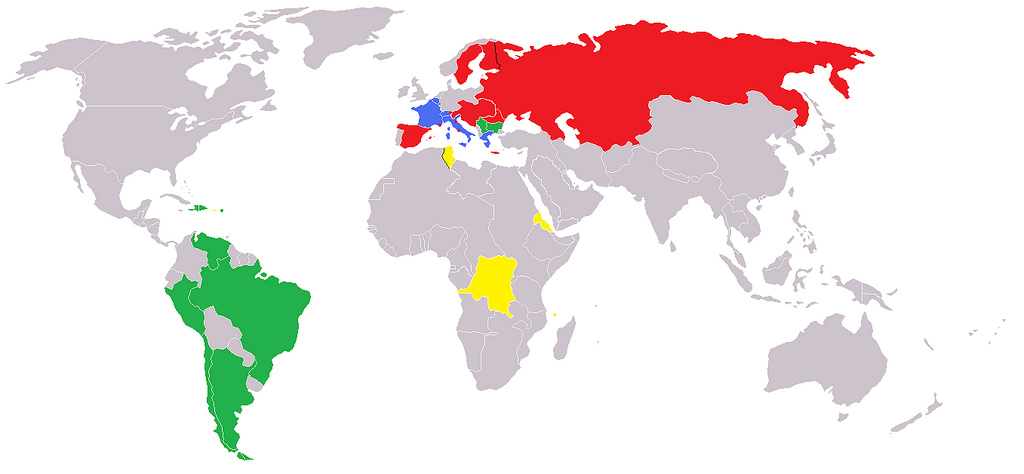
Uniunea Monetară Latină și țările aliniate în 1914:
- albastru – statele membre ale uniunii monetare;
- roșu – participare printr-un acord bilateral;
- verde – participare printr-o aliniere unilaterală;
- galben – colonii.

### Criza din 1914
Primul Război Mondial a antrenat tezaurizarea monedelor de aur și de argint. În Franța, legea din 5 august 1914 a agravat fenomenul instituind un curs forțat al bancnotei și suspendarea convertibilității în aur.
Emiterea de bancnote a crescut puternic, dar la viteze diferite, potrivit cu situația fiecărei țări membre a Uniunii. În consecință, paritățile de schimb între monedele Uniunii Monetare Latine au devenit rapid divergente. În mod paralel, prețurile argintului au oscilat puternic.
Instabilitatea conjugată a schimburilor și a piețelor metalelor, provocată de război, a făcut imposibilă revenirea la principiile de funcționare ale Uniunii Monetare Latine, după război.
 Dar folosirea mai multor subterfugii a făcut posibil ca Uniunea să mai reziste câțiva ani, pe hârtie.
Astfel, de exemplu, Franța nu a mai emis monede de aur, ci a continuat să emită monede divizionare de 1/2F, 1F și 2F până în 1920, conform standardelor Convenției din 1865.
În 1921, domniajul / seigneuriajul devenind negativ la emiterea banilor, Franța a preferat să nu mai emită monede divizionare decât să denunțe Convenția din 1865, ceea ce a condus la o criză de reglementări care, la rândul ei, a dus la emiterea de monede de necesitate, de către camerele de comerț.
Prăbușirea stocurilor de aur pentru finanțarea efortului de război și descoperirile masive de argint din Nevada și America Latină au condus la devalorizări care au contribuit la dezechilibrarea Uniunii Latine.
În acest moment, Uniunea era caducă: la ce ar folosi un tratat care împiedica baterea de monede? La sfârșitul anului 1925, obosită de război, Belgia a denunțat convenția, care a fost dizolvată la 1 ianuarie 1927.
Ultimele monede care au fost bătute conform standardelor Uniunii Monetare Latine sunt 1/2 franci, 1 franci și 2 franci elvețieni în 1967.

## Imagini ale diverselor monede de aur ale Uniunii Monetare Latine

Monede de aur din țări fondatoare
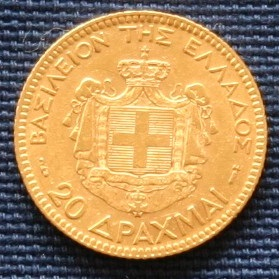
Grecia 1884 20 drahme grecești
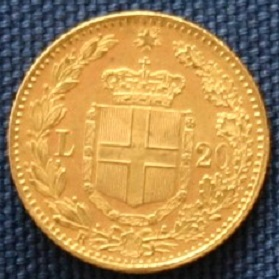
Italia 1882 20 lire italiene
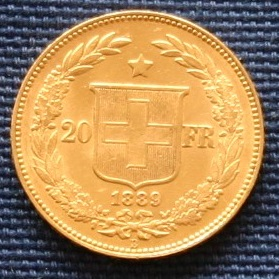
Elveția 1889 20 franci elvețieni
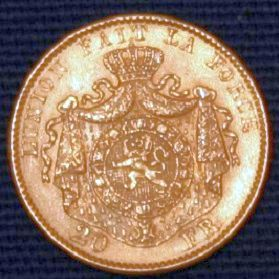
Belgia 1874 20 franci belgieni

Monede de aur ale unor țări asociate
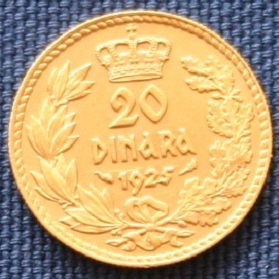
Regatul Iugoslaviei 1925 20 dinari iugoslavi
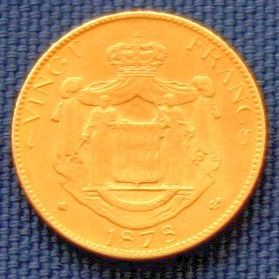
Monaco 1879 20 franci monegasci
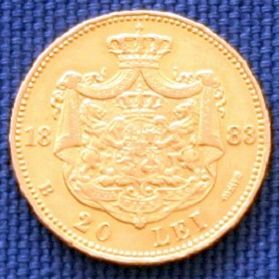
România 1883 20 lei românești
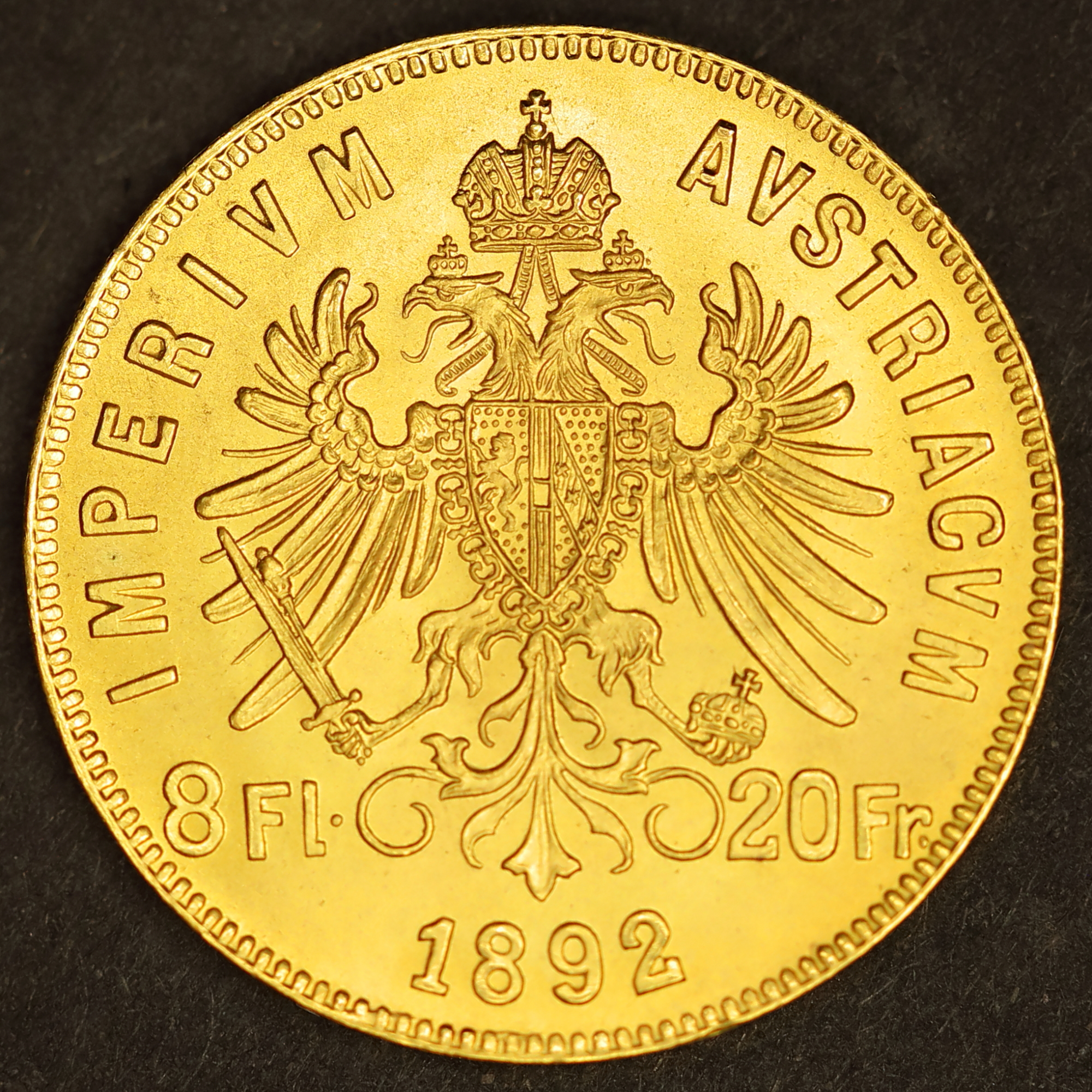
Austro-Ungaria 1892 20 franci (= 8 guldeni/florini austro-ungari)

## Imagini ale diverselor monede de argint ale Uniunii Monetare Latine

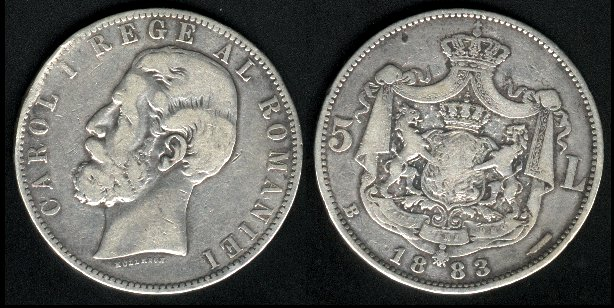
5 lei românești, 1883,
Carol I al României; Stema României

| 5 drahme 1876       | 5 drahme 1876 |
| ------------------- | ------------- |
|                     |               |
| George I al Greciei | Stema Greciei |

| 5 franci belgieni 1868       | 5 franci belgieni 1868 |
| ---------------------------- | ---------------------- |
|                              |                        |
| Leopold al II-lea al Belgiei | Stema Belgiei          |

| 5 franci francezi 1868         | 5 franci francezi 1868   |
| ------------------------------ | ------------------------ |
|                                |                          |
| Napoleon al III-lea al Franței | Stema Imperiului Francez |

| 5 lire italiene 1874                 | 5 lire italiene 1874  |
| ------------------------------------ | --------------------- |
|                                      |                       |
| Victor Emmanuel al II-lea al Italiei | Stema Casei de Savoia |

| 5 pesete spaniole 1885        | 5 pesete spaniole 1885 |
| ----------------------------- | ---------------------- |
|                               |                        |
| Alfonso al XII-lea al Spaniei | Stema Spaniei          |

| 5 bolívari venezueleni 1912 | 5 bolívari venezueleni 1912 |
| --------------------------- | --------------------------- |
|                             |                             |
| Simón Bolívar               | Stema Venezuelei            |

## Omonimie
Uniunea Latină (în catalană : Unió Llatina, în franceză : Union latine, în italiană : Unione Latina, în portugheză : União Latina, în spaniolă : Unión Latina) este o organizație internațională, fondată în 1954, prin Convenția de la Madrid, care reunește țări ale lumii în care se vorbește cel puțin una dintre limbile romanice, pentru punerea în valoare și difuzarea moștenirii culturale și a identităților acestor popoare.